# Річки Херсонської області
Річки Херсонської області - річки на території Херсонщини.

## Історичне значення річок Херсонщини
У стародавніх народних піснях є такі рядки: "З устя Дніпра та й до вершини сімсот річок, ще й чотири".
На початку XX ст. кількість річок басейну Нижнього Дніпра досягала 333. Після побудови Дніпрогесу та Каховського водосховища їх кількість зменшилась до 70. Із давніх-давен почалося господарче використання річок. Зокрема, на Херсонщині річки були єдиним транспортним і торговим шляхом. Гречник, або Великий торговий шлях ("із варяг в греки") починався з Балтики і по Дніпру спускався в його пониззя, де було розташоване торгове місто Олешшя і далі до Чорного моря, на берегах якого знаходились грецькі колонії.
Нині річки південної степової частини, в тому числі і Херсонщини, використовуються, в першу чергу, для малого зрошення сільськогосподарських угідь і для водопостачання, а тому влітку спостерігається зменшення водності, обміління та забруднення малих річок. Але водні ресурси дуже обмежені. На одного жителя області припадає води в 15-20 разів менше, ніж в інших областях України.

## Загальна характеристика

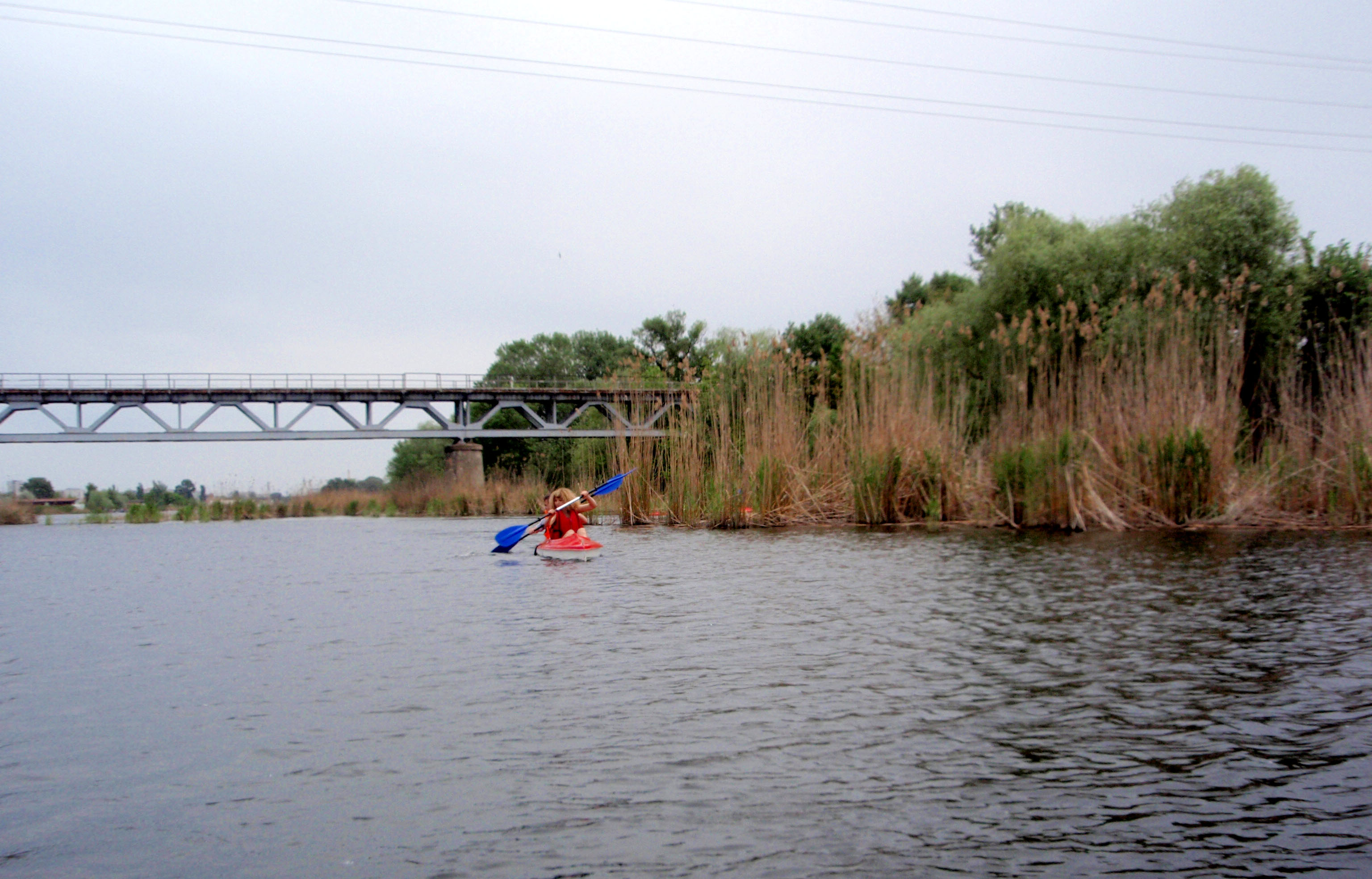
Річка Кошова в районі Карантинного острова

Херсонська область знаходиться в зоні сухих степів на вододілі річок пониззя Дніпра і Чорного моря. Густота річкової сітки сягає всього 50-100 м на 1 км2 площі.

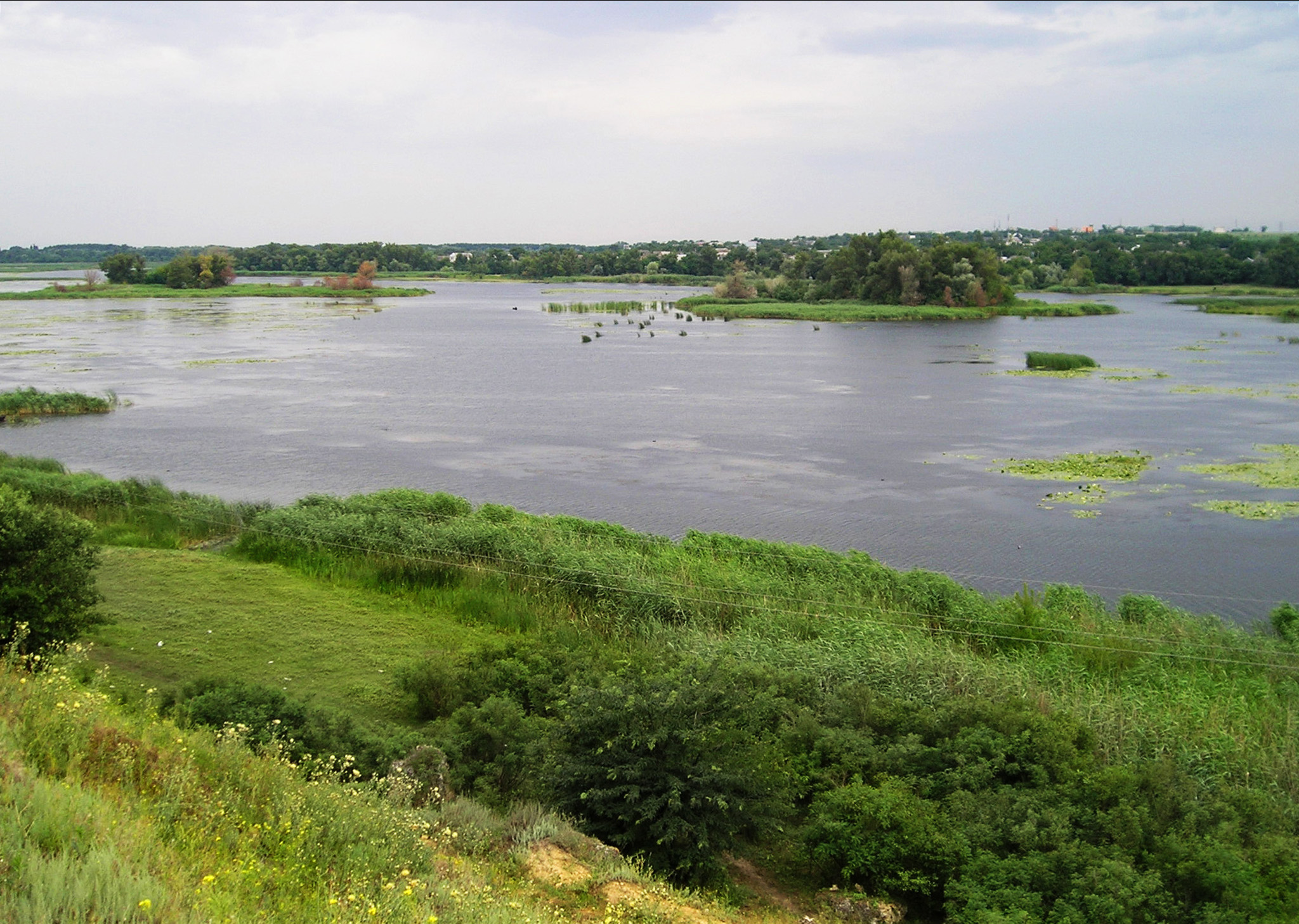
На березі Інгульця, с. Микільське

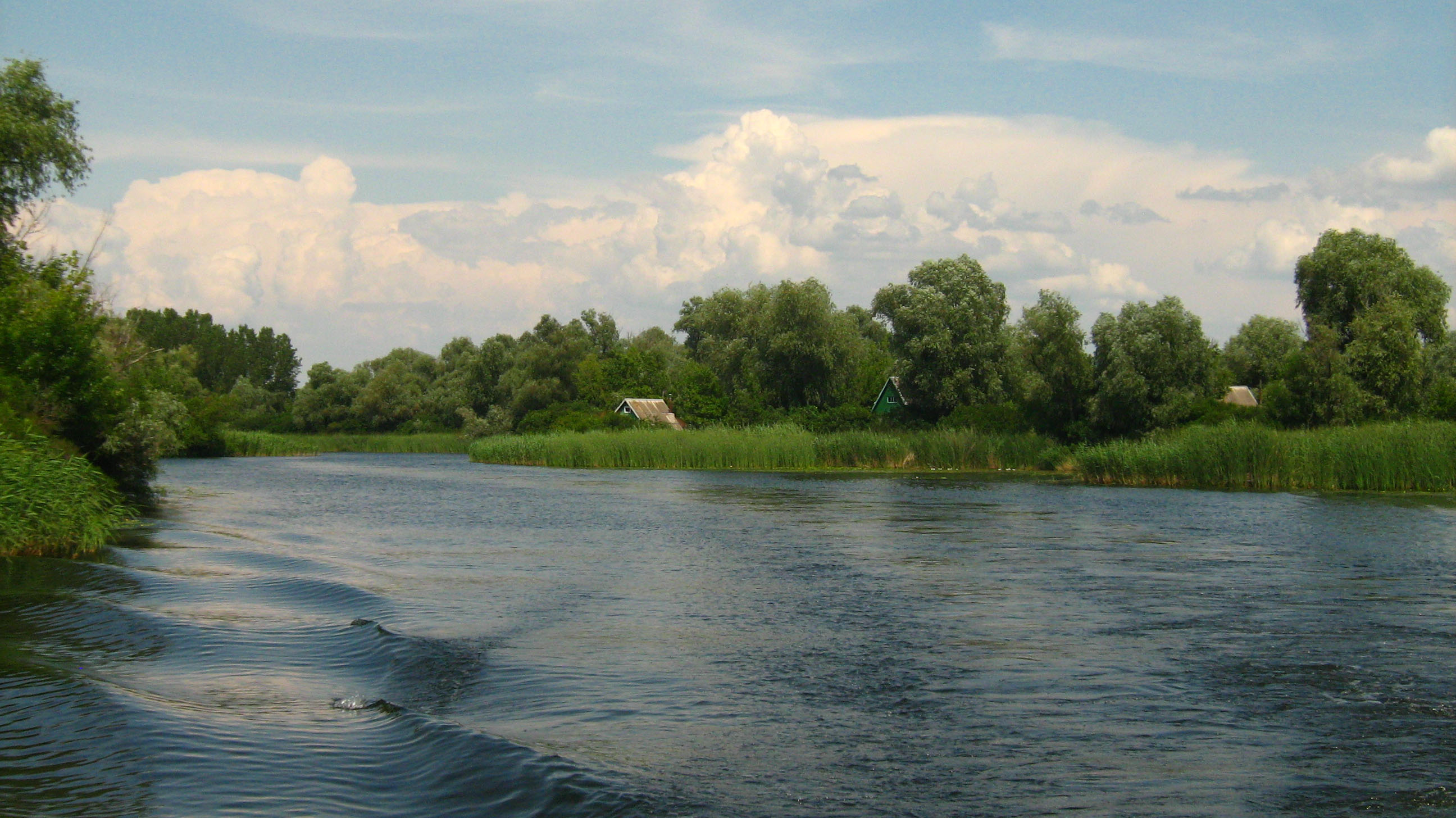
Протока в низов'ї Дніпра поблизу Голої Пристані

В області налічується 19 малих річок та балок довжиною понад 10 км і 163 річки та балки (в гирлі Дніпра) довжиною менше 10 км. До річок, довжина яких перевищує 10 км, належать Каланчак, Велика Калга, Конка, Козак, Інгулка, Білозірка, Рвач, Чайка. Усі річки належать до басейну Дніпра і лише тільки р. Каланчак впадає в Чорне море. А в Приморській смузі, між нижньою течією Дніпра і Азовським морем, постійних річок немає зовсім.
Для річок Херсонщини характерне змішане живлення: снігове живлення становить 85-90%, підземне — 10-15%. Режим річок характеризується значними весняними повенями, переважно в березні, та низьким літнім рівнем з незначними дощовими паводками. Весняні повені на малих (менше 10 км завдовжки) річках спостерігається не щорічно, замерзання річок відбувається приблизно 15-25 грудня, льодохід — 5-10 березня. У зв'язку з характерними для Херсона нестійкими зимами, коли періоди з низькою температурою повітря уриваються відлигою різної тривалості, під час переходу температури повітря через 0°С на річках встановлюється нестійкий льодовий режим з утворенням заберегів, сала, зрідка шуги, а в окремі роки — льодоставу. Товщина льоду на річках з природним режимом становить від 5-10 до 15-20 см.
| Назва річки    | Довжина (км) | В межах області | Ширина річища (м) | Уклін (м/км) | Ширина плавнів (м) | Примітки                |
| -------------- | ------------ | --------------- | ----------------- | ------------ | ------------------ | ----------------------- |
| Дніпро         | 2285         | 198             | 500-1000          | 0,11         | 3000-7000          |                         |
| Інгулець       | 549          | 180             | 30-40             | 0,1          | 800                |                         |
| Рогачик        | 24           | 24              | 5                 | 0,7          | 80                 | Влітку пересихає        |
| Каланчак       | 48           | 48              | 4                 | 0,5          | 200                | Влітку пересихає        |
| Вірьовчина     | 115          | 53              | 6                 | 0,5          | 100-800            | В окремі роки пересихає |
| Балка Кам'янка | 57           | 57              | 4-10              | 0,17         | 200                | Балка зі ставками       |

Дніпро — велика річка (в межах області її довжина — 216 км), яка проходить степ транзитом і разом з Каховським водосховищем розділяє територію на дві частини — правобережну і лівобережну. Правобережна частина розчленована долинами малих річок, балками та ярами. Лівобережжя — це майже горизонтальна степова рівнина з плоскодонними впадинами — подами. Унікальні утворення — поди — є величезними басейнами для стоку талих снігових вод та атмосферних опадів із навколишніх водозбірних площ. Поди виконують таку ж роль як річки і балки, замикають круговорот води в природі, їх площа сягає 160 тис. га. Найбільші поди — Агайманський, Великий Чапельський та Сиваський. В Каховському районі проводиться експеримент по створенню в подах шляхом корінної меліорації нового культурного орного шару. Під культурні поля вже використовується майже 100 тис. га.

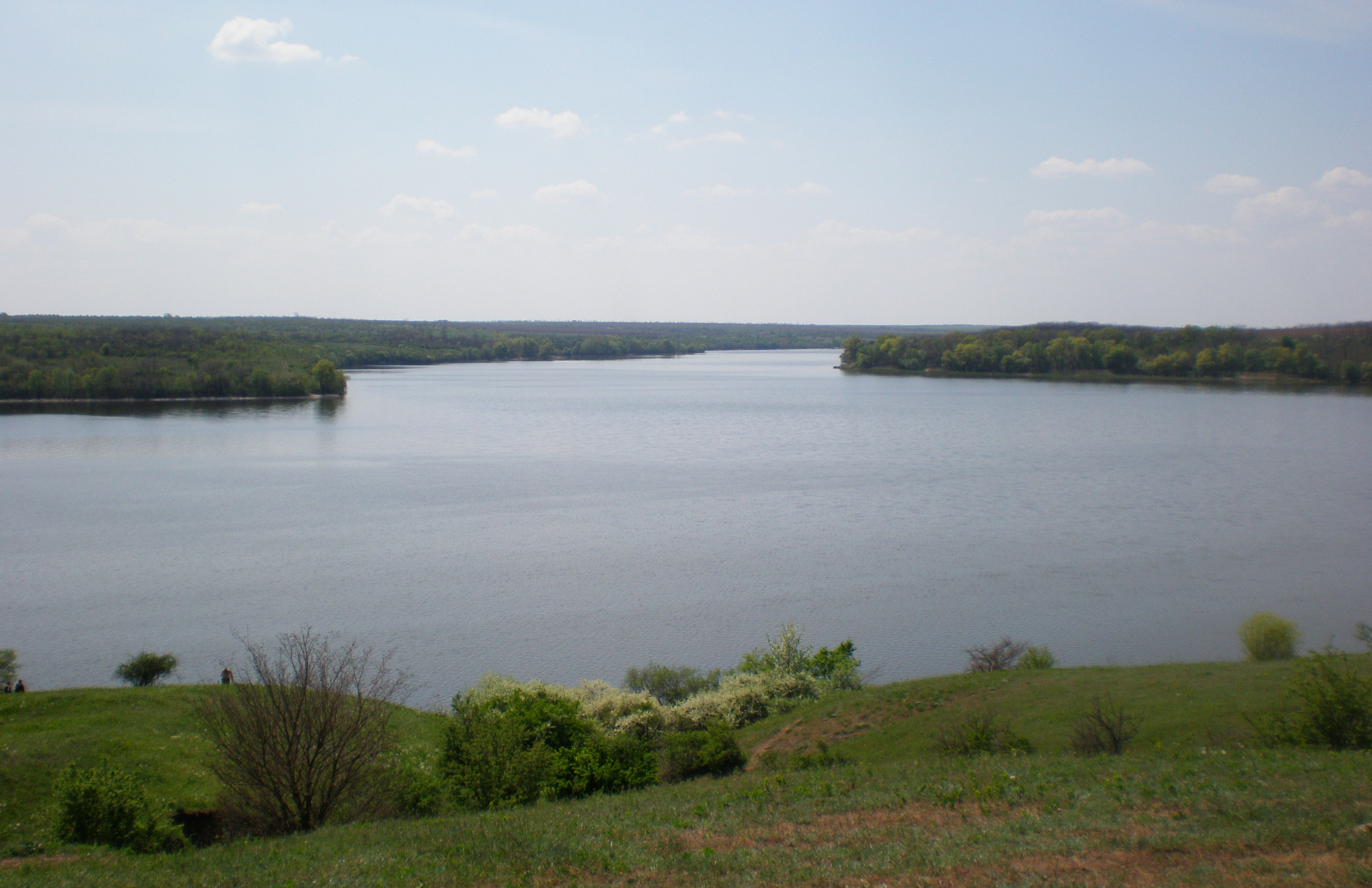
Новокаїрська балка, затоплена водами Каховського водосховища

В районах, що прилягають до берегів Дніпра, велика кількість балок і ярів. Найбільші балки: Рогачик, Широка, Роздори, Хрещата, Мерзлякова, Довга, Каїри, Софіївка, Сомова, Любимівка, Бургунка, Глибока, Велика Кам'янка, Тягинка. Пригирлові частини більшості цих балок затоплені водами Каховського водосховища.
Азовське море і Сиваш приймають рад балок, найдовшими з них є Утлюк і Малий Утлюк, балки Таранга, Тайгур і Геренж Єлога, всі впадають в Сиваш.
Як правило, в районах, де кількість водних ресурсів незначна, якість їх незадовільна. В останні десятиріччя у річок виникло майже хронічне і прогресуюче захворювання: внаслідок замулювання русла річок піднявся рівень ґрунтових вод, що призвело до заболочення русел, зниження якості води. Порівняно з великими і середніми річками мала річка першою приймає «удар на себе».
Балка Тягинка — права притока Дніпра, протікає через с. Микільське Білозерського району. Існує версія, що в давнину в гирлі річки існувало м. Тягинь з язичницьким храмом, де приносили жертви богам. Місто Тягинь можна розглядати як культовий центр автохтонного населення Північного Причорномор'я — індоаріїв.

## Екологічні проблеми річкових ресурсів Херсонщини

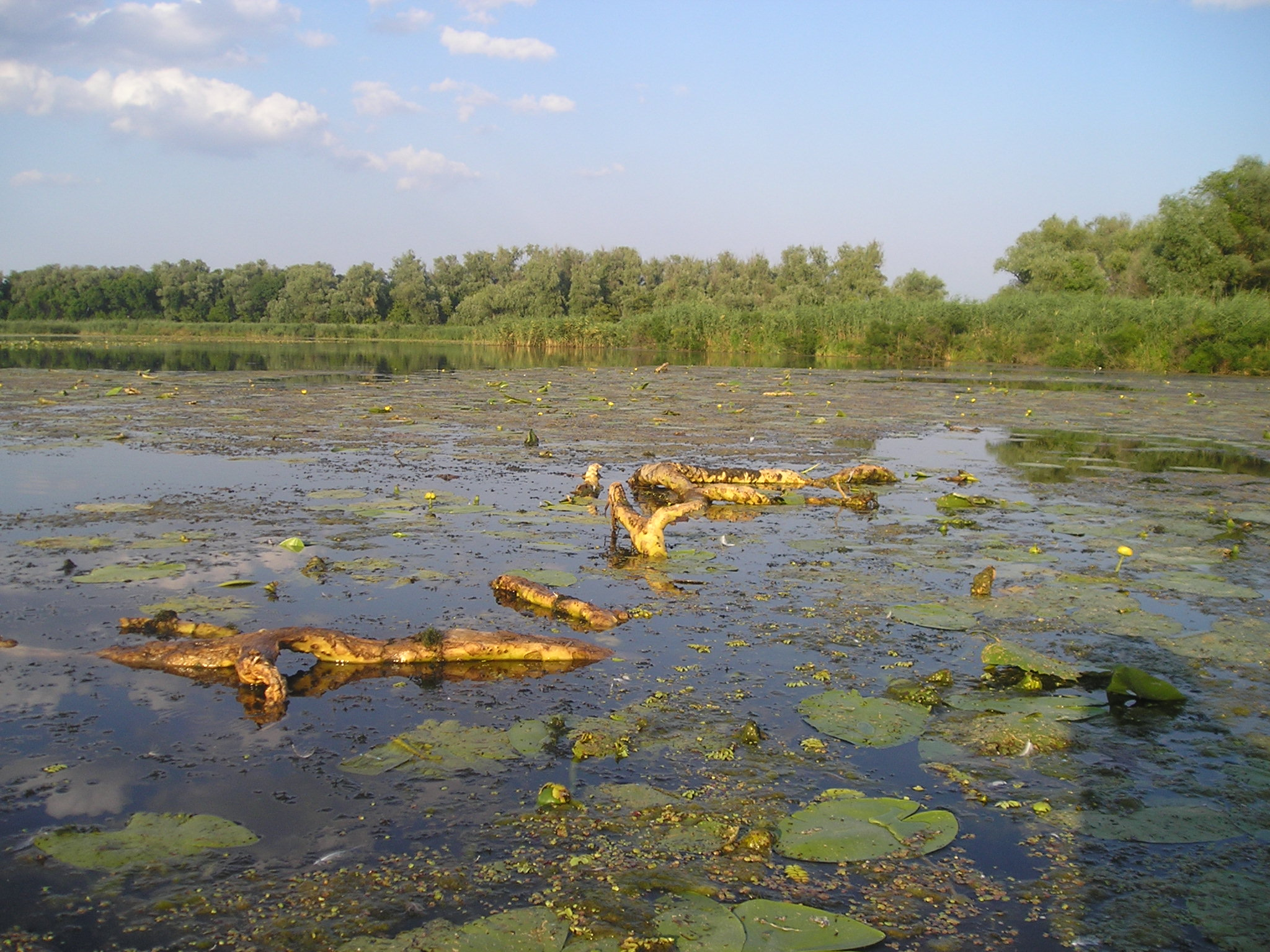
Плавні на р. Конка поблизу Олешків

На сьогодні в Херсонській області не вирішується питання поліпшення стану річок — їх розчистки, заліснення та залуження.

За даними облводгоспу за останні роки розчищено 10 км р. Каланчак (при довжині русла 64 км), 7,2 км р. Білозірка (56 км), 14,2 км Вірьовчиної (53 км), 7,3 км Інтулки (11 км), 2 км балки Іванівської (38 км), 1,7 км Конки (74 км), 1,45 км Чайки (20 км), 0,49 км Старого Дніпра (12 км). У руслах цих річок знаходиться 30-40 тон змитого чорнозему з високим вмістом гумусу. Особливо забруднюються стічними водами річки Вірьовчина − 396,6 тис. м³/рік, Конка 26 тис. м³/рік, Каланчак — 2052 тис. м³/рік.
Одним з найкращих прикладів може служити Велика Калга — річка в Нижньосірогозькому та Іванівському районах, яка впадає в Домузлинський під її довжина — 50 км, площа водозбірного басейну — 350 км². Стік зарегульований і використовується для розведення риби і зрошення. На окремих ділянках берега залужені і заліснені.
Дивіться детальніше: Каланчак (річка)
Річка Каланчак має низькі заболочені береги. Вона протікає територією Каланчацького району і впадає в Чорне море біля с. Хорли. Її довжина — 64 км. За останні роки екологічний стан цієї річки поліпшується, велику роль у цьому відіграють активні дії громадськості району. За умов цільового фінансування для проведення всього комплексу водоохоронних заходів річки Велика Калга або Каланчак можуть служити «еталоном малої річки» в області.
Через відсутність фінансування не виконуються роботи із заліснення і залуження водоохоронних зон річок. При плані 20 га заліснено лише 6,3 га.